# Grimo
Grimo ou Grimoald (VIIIe siècle) est un abbé de Corbie et le premier archevêque de Rouen.

## Biographie

### Abbé de Corbie
Abbé de Corbie, il est remplacé à la tête de l'abbaye par Sébastien, suivant la décision du maire du Palais de Neustrie, Rainfroy, mais retrouve son siège après la victoire de Charles Martel à Vinchy en 717. Sébastien est alors exilé en Austrasie.
Abbé laïc, issu de la génération nommée par Pépin de Herstal, il est chargé par Charles Martel, en 741, d'une ambassade auprès du pape Grégoire III aux prises avec les exactions des Lombards sur ses terres. Il était accompagné de Sigobertus, reclus de Saint-Denis et de Godobaldus, responsable de l'assassinat de Lambert de Lyon,

### Archevêque de Rouen
Sans doute plus proche de l'image d'un évêque conforme aux canons ecclésiastiques, Boniface de Mayence demanda et obtint, du pape Zacharie, pour Grimo, l'honneur du pallium. Grimo fut archevêque de Rouen de 744 jusque vers 748.